# Plænekransemos
Plænekransemos (Rhytidiadelphus squarrosus), ofte skrevet plæne-kransemos, er et meget almindeligt mos i Danmark langs veje i skove, i enge eller på græsplæner. Det videnskabelige navn skyldes de squarrøse blade.